# Journals
Journals é a segunda coletânea musical do cantor canadense Justin Bieber, em 23 de dezembro de 2013 através da Island Records. O álbum contém colaborações com R. Kelly, Chance The Rapper, Lil Wayne, Future e Big Sean. Journals é um álbum R&B que mostra Bieber lidando principalmente com temas de desgosto e perdão em um relacionamento romântico. Para alcançar uma sonoridade mais madura, a produção do projeto foi feita por uma variedade de produtores musicais, incluindo os novatos Poo Bear, Maejor Ali, Andre Harris, D.K. The Punisher, Soundz e The Audibles, bem como os colaboradores de longa data Chef Tone, T-Minus, Diplo, Darkchild e Sir Nolan. Uma campanha de download digital de dez semanas, intitulada Music Mondays, na qual uma nova canção era lançada toda segunda-feira à noite, foi realizada entre 7 de outubro de 2013 e 9 de dezembro de 2013. Em adição às canções lançadas através da Music Mondays, Journals também é composto por cinco faixas inéditas adicionais. As sessões de gravação ocorreram enquanto Bieber embarca na Believe Tour (2012—2013), as quais geraram uma ou duas canções por dia durante toda a turnê.  
Apesar da promoção do álbum ter feito Bieber atingir o topo da tabela de popularidade dos Estados Unidos, Billboard Social 50, e dos planos para o lançamento capitalizar a corrida de vendas antes do Natal, o álbum não foi submetido para acompanhamento de vendas pela Nielsen SoundScan, fazendo com que o álbum se tornasse inelegível para entrar na Billboard 200 devido a não divulgação de sua primeira semana de vendas. Recebeu o certificado de platina da Recording Industry Association of America (RIAA), alcançou o top 40 em alguns territórios e estreou no top dez na Dinamarca e Noruega.  
A coletânea seria lançado em formatos físicos, mas devido à gravadora de Bieber não concordar totalmente com ele se aventurando no R&B para o projeto, eles não apoiaram o lançamento físico. Entretanto, foi eventualmente lançado em vinil em 2016. O álbum recebeu avaliações mornas dos críticos musicais. Embora alguns elogiaram sua direção madura e o rotularam como seu melhor material, outros rejeitaram seus temas semelhantes e sua produção "inacabada". Desde então, o álbum passou a ser considerado um cult favorite entre os fãs do cantor.  

## Antecedentes e gravação
Em julho, Scooter Braun deu uma entrevista para a MTV News, onde discutiu o álbum, afirmando: "Para este projeto, queremos fazer as coisas um pouco diferente. E há mais músicas do que 10 ou 12, então se você tiver mais músicas e você tem mais coisas que deseja expressar, você tem que pensar fora da caixa, e [pensar como] 'Como faço para divulgar isso de uma forma única onde chegue diretamente aos meus fãs e eu possa me expressar através da música diretamente para eles?' E eu acho que é isso que acontece quando você tem pessoas que são incrivelmente criativas, as coisas acontecem. "
Em outubro, Scooter Braun deu uma entrevista para a Billboard, onde discutiu o álbum, afirmando: "Justin tinha um corpo completo de trabalho que era muito diferente do que ele havia feito no passado - canções pessoais muito orientadas para o R&B, não necessariamente músicas que ele considerava discos de rádio. É por isso que ele as chama de 'diários'. Eles são muito pessoais em relação ao que ele tem sentido nos últimos seis meses, passando por um período difícil. " 
Bieber ouviu as músicas de Jason "Poo Bear" Boyd e as selecionou para cantar, e muitas músicas do produtor viraram músicas de Journals. Boyd continuou: "Ele [Bieber] os sentia muito, com tanta força. Foi apenas uma questão de eu deixar de lado o fato de que não me importo em ser um cantor mais do que em lançar boa música para o universo. Então eu fui capaz de fazer isso. As músicas que eu achava que eram muito maduras, nós as mudamos para caber nele como um terno personalizado. " 
Braun explicou a música às segundas-feiras: "À medida que chega a cada semana, as pessoas terão um tipo diferente de música e compreenderão as diferentes experiências que ele está passando semana após semana." 
Journals não foi feito para ser lançado fisicamente, já que sua gravadora The Island Def Jam não estava feliz com o novo som de Justin Bieber. O álbum de compilação foi lançado sem promoção pela gravadora.
Em 2016 foi lançado como LP pela Def Jam. Incluindo a versão em vinil para os Estados Unidos e vários países ao redor do mundo. E a versão física só foi lançada no Japão. Embora ao longo dos anos, o álbum tenha sido encontrado em algumas lojas de música no resto do mundo.

## Lista de faixas
| Journals – Edição padrão |                                              | |                                         |         |  |
| N.º                      | Título                                       | Compositor(es) | Produtor(es)                            | Duração |  |
| 1.                       | "Heartbreaker"                               | Justin Bieber Brandon Green Tyler Williams Tony Scales Xavier Smith                                                         | Bieber Maejor Ali T-Minus Chef Tone     | 4:22    |  |
| 2.                       | "All That Matters"                           | Bieber Jason Boyd Andre Harris Donovan Knight                                                                               | Bieber Harris D.K. The Punisher         | 3:11    |  |
| 3.                       | "Hold Tight"                                 | Bieber Dominic Jordan Jimmy Giannos Boyd Jamal Rashid                                                                       | The Audibles Poo Bear Mally Mall        | 4:16    |  |
| 4.                       | "Recovery"                                   | Bieber Jordan Giannos Boyd Rashid Craig David Mark Hill                                                                     | The Audibles Poo Bear Mally Mall        | 3:00    |  |
| 5.                       | "Bad Day"                                    | Bieber Jordan Giannos Boyd Rashid Ernest Isley Marvin Isley O'Kelly Isley Jr. Ronald Isley Rudolph Isley Christopher Jasper | The Audibles Poo Bear Mally Mall        | 2:27    |  |
| 6.                       | "All Bad"                                    | Bieber Harris Boyd Ryan Toby                                                                                                | Harris Poo Bear                         | 3:02    |  |
| 7.                       | "PYD" (com part. de R. Kelly)                | Bieber Robert Kelly Sasha Sirota Jordan Giannos Boyd Rashid                                                                 | Sirota The Audibles Poo Bear Mally Mall | 5:17    |  |
| 8.                       | "Roller Coaster"                             | Bieber Rodney Jerkins Julian Swirsky Joshua Gudwin                                                                          | Darkchild Julkeyz                       | 3:20    |  |
| 9.                       | "Change Me"                                  | Bieber Harris Boyd | Harris                                  | 2:44    |  |
| 10.                      | "Confident" (com part. de Chance The Rapper) | Bieber Chancelor Bennett Kenneth Coby Maurice Simmonds                                                                      | Soundz                                  | 4:08    |  |
| 11.                      | "One Life"                                   | Bieber Green Scales | Maejor Ali Chef Tone                    | 4:03    |  |
| 12.                      | "Backpack" (com part. de Lil Wayne)          | Bieber Dwayne Carter, Jr. Nasri Atweh Adam Messinger Adrian Eccleston                                                       | The Messengers Sir Nolan Kuk Harrell    | 4:11    |  |
| 13.                      | "What's Hatnin" (com part. de Future)        | Bieber Nayvadius Wilburn Coby                                                                                               | Soundz                                  | 3:29    |  |
| 14.                      | "Swap It Out"                                | Bieber Jordan Giannos Boyd                                                                                                  | The Audibles Poo Bear                   | 4:01    |  |
| 15.                      | "Memphis" (com part. de Big Sean)            | Bieber Sean Anderson Friedrich Moritz Thomas PentzGreen                                                                     | Diplo Maejor Ali                        | 3:44    |  |
| Duração total:           | Duração total:                               | Duração total: | Duração total:                          | 55:03   |  |

| Journals – Faixa bônus do Spotify |                |                    |                |         |  |
| N.º                               | Título         | Compositor(es)     | Produtor(es)   | Duração |  |
| 16.                               | "Flatline"     | Bieber Coby Gudwin | Soundz         | 3:39    |  |
| Duração total:                    | Duração total: | Duração total:     | Duração total: | 58:43   |  |

| Journals – Faixa bônus limitada da iTunes Store |                |                                                                                           |                                  |         |  |
| N.º                                             | Título         | Compositor(es)                                                                            | Produtor(es)                     | Duração |  |
| 17.                                             | "Alone"        | Bieber Jordan Giannos Boyd Rashid Ashley Sadler Stanley McKenny Daen Simmons Bill Withers | The Audibles Poo Bear Mally Mall | 2:22    |  |
| Duração total:                                  | Duração total: | Duração total:                                                                            | Duração total:                   | 61:05   |  |

## Desempenho nas paradas
| Críticas profissionais | Críticas profissionais |
| Avaliações da crítica  | Avaliações da crítica  |
| Fonte                  | Avaliação              |
| ---------------------- | ---------------------- |
| Chicago Tribune        | [ 3 ]                  |
| The Los Angeles Times  | [ 4 ]                  |
| Mad Good Music         | (68/100)               |
| New York Daily News    | [ 6 ]                  |
| Newsday                | B-                     |
| Toronto Star           | [ 8 ]                  |

| Paradas (2013)                      | Melhor posição |
| ----------------------------------- | -------------- |
| Austrália (ARIA)                    | 35             |
| Bélgica (Ultratop Flandres)         | 27             |
| Bélgica (Ultratop Valônia)          | 54             |
| Dinamarca (Hitlisten)               | 2              |
| Finlândia (Suomen virallinen lista) | 33             |
| França (SNEP)                       | 174            |
| Irlanda (IRMA)                      | 64             |
| Itália (FIMI)                       | 38             |
| Noruega (VG-lista)                  | 2              |
| Reino Unido (UK Albums Chart)       | 46             |
| Reino Unido (UK R&B Chart)          | 3              |

### Paradas de fim de ano
| Paradas (2013)        | Melhor posição |
| --------------------- | -------------- |
| Dinamarca (Hitlisten) | 78             |